# Mistrzostwa Afryki w Biegach Przełajowych 2016
4. Mistrzostwa Afryki w Biegach Przełajowych – zawody lekkoatletyczne w biegach przełajowych, które odbyły się 12 marca 2016 w Jaunde w Kamerunie.

## Rezultaty

### Mężczyźni
| Konkurencja:         | 1. miejsce                                                                | Rezultat | 2. miejsce                                                                  | Rezultat | 3. miejsce                                                                           | Rezultat |
| Seniorzy – 10 km     | James Rungaru                                                             | 26:34    | Phillip Kipyeko                                                             | 26:35    | Charles Yosei                                                                        | 26:46    |
| Seniorzy – Drużynowo | Kenia · James Rungaru · Charles Yosei · Cleophas Ngetich · Geoffrey Koech | 13 pkt.  | Uganda · Phillip Kipyeko · Abdallah Mande · Daniel Rotich · Moses Kurong    | 30 pkt.  | Etiopia · Getaneh Tamire · Birhan Nebebew · Mogos Tuemay · Yihunilign Adane          | 41 pkt.  |
| Juniorzy – 7 km      | Isaac Kipsang                                                             | 21:33    | Ronald Kiprotich                                                            | 21:44    | Aron Kifle                                                                           | 21:48    |
| Juniorzy – Drużynowo | Kenia · Isaac Kipsang · Ronald Kiprotich · Anthony Kiptoo · Andrew Lorot  | 12 pkt.  | Etiopia · Tefera Mosisa · Solomon Berihum · Gurmessa Nega · Biyazen Alehegn | 38 pkt.  | Południowa Afryka · Ikageng Gaorekwe · Kabelo Melamu · Rowhaldo Ratz · Kabelo Seboko | 81 pkt.  |

### Kobiety
| Konkurencja:         | 1. miejsce                                                                   | Rezultat | 2. miejsce                                                                  | Rezultat | 3. miejsce                                                                                             | Rezultat |
| Seniorki – 8 km      | Alice Nawowunan                                                              | 29:52    | Sheila Chepkirui                                                            | 30:44    | Beatrice Mutai                                                                                         | 31:08    |
| Seniorki – Drużynowo | Kenia · Alice Nawowunan · Sheila Chepkirui · Beatrice Mutai · Daisy Jepkemei | 11 pkt.  | Etiopia · Dera Yami · Kidsan Alema · Alamerew Tirusew · Fotyen Tesfay       | 33 pkt.  | Południowa Afryka · Dina Lebo Phalula · Dinahrose Lebogang Phalula · Andrea Steyn · Murhendwa Dhavanha | 65 pkt.  |
| Juniorki – 5,5 km    | Mariam Cherop                                                                | 18:51    | Gloria Kite                                                                 | 19:05    | Winfredah Nzisa                                                                                        | 19:17    |
| Juniorki – Drużynowo | Kenia · Mariam Cherop · Gloria Kite · Winfredah Nzisa · Lucy Cheruiyot       | 10 pkt.  | Etiopia · Muliye Dekebo · Tersit Desalgn · Zerfie Limeneh · Tiblet Getaneth | 26 pkt.  | Maroko · Hanane Bouaggad · Imane Bouhali · Rahima Tahiri · Meryam Kamali                               | 82 pkt.  |